# Cotyachryson inspergatus
Cotyachryson inspergatus là một loài bọ cánh cứng trong họ Cerambycidae.